# Protialkoholní oddělení Horní Holčovice
Protialkoholní oddělení Horní Holčovice, oficiálně Doléčovací středisko Horní Holčovice – stanice pro léčbu závislosti na alkoholu a nealkoholových drogách – muži, je detašované (odloučené) pracoviště Psychiatrické nemocnice v Opavě. Nachází se na katastru obce Holčovice, ve vesničce Horní Holčovice, po druhé světové válce původně opuštěné, na úpatí Nízkého Jeseníku, vzdálené vzdušnou čarou asi 18 km východoseverovýchodně od Pradědu. Ta je dnes přeměněna v moderní mužské doléčovací protialkoholní středisko.

## Historie
Provoz této léčebny byl zahájen 29. července 1951 pod názvem Osada bojovníků za střízlivost se statutem samostatného psychiatrického střediska oblastní nemocnice v Opavě. Později byl oficiální název tohoto střediska Protialkoholní oddělení Horní Holčovice, bylo jedním z oddělení Psychiatrické léčebny Opava. Později byl oficiální název „Doléčovací středisko Horní Holčovice – stanice pro léčbu závislosti na alkoholu a nealkoholových drogách – muži“ a středisko spadá pod oddělení D neboli oddělení pro léčbu závislostí Psychiatrické nemocnice v Opavě.
Od svého založení prodělalo toto zařízení obrovský rozmach. Z původně neobydlených stavení, která rychle pustla, se po jejich rekonstrukcích stávaly postupně obyvatelné a modernější budovy pro pacienty i všechny zaměstnance. Byla vybudována příjezdová komunikace, zavedeno veřejné osvětlení, zdroj vody, vodovod, dále volejbalové hřiště, kuželna, vodní nádrž a svérázný nealko bar pro pacienty. Tyto práce byly prováděné formou svépomocné práce hospitalizovaných pacientů.
Původní ráz této vesnice stále zůstává zachován i přesto, že mnoho stavení bylo již dávno zbouráno nebo jejich vzhled prošel značnou rekonstrukcí.

## Léčba
Léčebný program tohoto střediska byl již od počátku zaměřen na plnění pracovní terapie a později rozšířen o terapii sportovní, kulturní a osvětovou činnost. V současné době slouží toto oddělení nejen pro léčbu osob závislých na alkoholu a jiných nealkoholových drogách, ale i pro osoby s problémem patologického hráčství a v rámci rekondičních pobytů i pro další pacienty s různými duševními nemocemi.
V roce 2020 uvádí léčebna, že zařízení má kapacitu 50 lůžek, rozmístěných v jednotlivých budovách v místnostech po 2 až 6 lůžkách.

## Budovy
Malou raritou tohoto oddělení je nenápadná dřevěná zvonice, která je kulturní památkou. Stojí na svahu pod budovou ošetřovny a v minulých časech, hlavně v zimních měsících, sloužila i jako márnice.
Další zajímavostí je dřevěná budova s balkónem, zvaná Hájenka (nyní sloužící jako přechodná ubytovna zaměstnanců), která se v minulosti nacházela několik km západním směrem na pokraji lesa a která v roce 1957 byla vlastními silami pacientů rozebrána, po částech přemístěna a postavena na současném místě nad budovou ošetřovny.